# Euclea
Genre
Classification phylogénétique
Euclea est un genre de plante à fleurs de la famille des Ebenaceae.

## Liste des espèces
- Euclea divinorum Hiern
- Euclea pseudebenus E. Mey. ex A. DC.
- Euclea racemosa L.